# Triodontopyga tridens
Triodontopyga tridens là một loài ruồi trong họ Tachinidae.